# Демид Володимирович
Демид Володимирович (? — після 1292) — пінський князь з династії турово-пінських Ізяславичів.

## Біографія
Середній з трьох синів Пінського князя Володимира або Володимира Володимировича.
У 1262 році разом з братами Федором та Юрієм приїхав у Небль вітати Волинського князя Василька Романовича з перемогою над литовцями. Галицько-Волинський літопис згадував що Демид оплакував смерть свого брата Юрія (помер ймовірно близько 1288 або 1292), після чого ймовірно і посів Пінський престол.